# Jernspurv
Jernspurven (Prunella modularis), også kaldet brunellen, er en lille spurvefugl, der oftest lever en skjult tilværelse i skove og krat. Den er udbredt i hele den tempererede del af Europa og i dele af Asien. Arten er desuden blevet indført til New Zealand. Blandt medlemmerne af jernspurvefamilien, har jernspurven er den største udbredelse, da de fleste andre arter i udpræget grad er bjergarter. I Danmark er den en almindelig ynglefugl i både blandskov og nåleskov og kan i milde vintre være almindelig ved foderbrættet.

## Beskrivelse
Jernspurven er knap 15 centimeter lang og dermed en smule mindre end en spurv. Den vejer gennemsnitligt 20 gram. Bryst og hoved er jerngrå, mens oversiden er brun med sorte striber. Det mørke, tynde næb er karakteristisk. Han og hun er ens af udseende. Sangen, der varer cirka tre sekunder, er en metallisk kvidren, der minder om lyden fra en usmurt trillebør. Fra siddende fugle høres et fint pibende "tih". Under trækket høres et karakteristisk fint ringende "silili".
| Lyt til jernspurvens sang optaget i Dartmoor, England: |

## Levevis
Jernspurven yngler første gang, når den er cirka et år gammel. Reden placeres som regel lavt i en tæt busk. Kuldet består af 4-6 uplettede blå æg, der i Danmark lægges fra slutningen af april. Rugningen foretages af hunnen og varer 11-13 dage. Ungerne forlader reden efter 12-15 dage. To kuld er almindeligt i Danmark.
Føden består om sommeren af insekter, mens jernspurven resten af året også æder frø og bær.

## Polygami
Jernspurve er territoriale, og de to køn kan have forskellige territorier. De kan både leve i monogame og polygame forhold. Ofte findes polyandri, hvor flere hanners territorier overlapper med en enkelt huns territorium. Her parrer den samme hun sig med flere forskellige hanner, der derfor deler faderskabet til ungerne, hvilket er temmelig sjældent blandt fugle. Hanner forsøger at sikre sig faderskabet til så stor en del af kuldet som muligt ved at prikke på hunnens kloak før parringen, for at stimulere en udstødelse af konkurrerende hanners sædceller. Jernspurvens parring varer kun en tiendedel sekund, og der kan være mere end 100 parringer om dagen. Hannens grad af hjælp med pasningen af ungerne afhænger af, hvor ofte den har haft mulighed for at parre sig med hunnen. Ofte ses to hanner og en hun passe ungerne i den samme rede.

## Udbredelse
Jernspurven forekommer i Europas tempererede del og i dele af den boreale zone indtil trægrænsen. Udbredelsesområdet går fra Irland og Storbritannien østpå til Ural. Sydgrænsen forløber gennem det nordlige Spanien og Pyrenæerne, Sydfrankring, Alpernes sydrand og Karpaterne. Den nordlige grænse er Nordfinland og hvidehavskysten og længere mod øst er det omtrent den 61. til 63. breddegrad.
Arten er desuden indført til New Zealand.

### Status
Den europæiske bestand vurderes til at være på 13-22 millioner ynglepar, hvilket svarer til 95 procent af verdens samlede bestand. Lande med mere end en million ynglepar er Finland, Rusland, Storbritannien, Sverige, Tyskland og Norge. I Danmark vurderes bestanden at være 50.000 ynglepar (2011).